# Crusader (album van Saxon)
Crusader is het zesde album van de Britse band Saxon, uitgebracht in 1984 door Carrere Records. Met Kevin Beamish, die naam maakte met AOR-bands als REO Speedwagon, achter de knoppen verliet Saxon zijn oorspronkelijke NWOBHM-geluid en werd een stap in de richting van melodieuze rock gezet.

## Nummers
1. The Crusader Prelude – 1:05
2. Crusader – 6:33
3. A Little Bit of What You Fancy – 3:50
4. Sailing to America – 5:03
5. Set Me Free – 3:13
6. Just Let Me Rock – 4:11
7. Bad Boys (Like to Rock N' Roll) – 3:24
8. Do It All for You – 4:42
9. Rock City – 3:16
10. Run for Your Lives – 3:53

## Bezetting
- Biff Byford - zang
- Graham Oliver - gitaar
- Paul Quinn - gitaar
- Steve Dawson - basgitaar
- Nigel Glockler - drums